# Flaggerschartenhütte
Die Flaggerschartenhütte (italienisch Rifugio Forcella Vallaga, auch Marburger Hütte oder Marburg-Siegener Hütte) ist eine Schutzhütte im Ostkamm der Sarntaler Alpen in Südtirol. Sie befindet sich nordöstlich der Flaggerscharte am Flaggersee.

## Geschichte
1910 wurde der Bau der Hütte von der Sektion Marburg und der Sektion Siegerland des Deutschen und Österreichischen Alpenvereins beschlossen. Die konkrete Ausführung sollte durch die Sektion Brixen unterstützt werden. 1913 wurde mit der Errichtung begonnen, 1914 wurde die Hütte vollendet. Ab 1. Juli 1914 wurde sie bewirtschaftet, zur für den 9. August geplanten Eröffnungsfeier kam es wegen des Ausbruchs des Ersten Weltkriegs jedoch nicht mehr. 1923 enteignete der Staat Italien die mittlerweile stark beschädigte Hütte und übergab sie der Sektion Brixen des Club Alpino Italiano (CAI). Diese musste die Hütte mehrfach wegen zu niedriger Besucherzahlen schließen. 1975 übernahm die Sektion Franzensfeste die Hütte und erweiterte sie um einen Zubau.
Zusammen mit 24 weiteren vom Staat enteigneten Schutzhütten ging die Flaggerschartenhütte 1999 in das Eigentum der Autonomen Provinz Bozen – Südtirol über; mit Jahresende 2010 lief die Konzession zu deren Führung durch den CAI aus. Seit 2015 wird das Land Südtirol bei der Verwaltung der Hütte (Vergabe an Pächter, Überwachung der Führung, Sanierungsmaßnahmen) durch eine paritätische Kommission unterstützt, in der neben der öffentlichen Hand auch der AVS und der CAI vertreten sind.

## Anstiegsmöglichkeiten
Die Hütte ist sowohl von Westen, von der Sarner Seite, als auch von Osten, von Mittewald im Wipptal, zu erreichen. Der kürzeste westseitige Anstieg führt vom Durnholzer See durch das Seebbachtal und dauert etwa 2½ bis 3 Stunden. Der Anstieg von Osten ist deutlich länger, er führt durch das Flaggertal und nimmt gut 5 Stunden in Anspruch.

## Tourenmöglichkeiten
Die meist begangenen Gipfeltouren von der Hütte sind folgende:
- Jakobsspitze (2741 m), knapp 1 Stunde
- Tagewaldhorn (2708 m), etwa 1½ Stunden
- Hörtlanerspitze (2660 m), knapp 1 Stunde

Folgende Übergänge zu anderen Hütten sind möglich:
- Alpenrosenhof am Penser Joch (2211 m), 4 Stunden
- Klausner Hütte (1923 m), 4–5 Stunden
- Schutzhaus Latzfonser Kreuz (2311 m), 4–5 Stunden
- Radlseehütte (2284 m), 5–6 Stunden

Die Hütte ist Stützpunkt der Sarntaler Hufeisentour, die in sechs bis sieben Tagen Ost- und Westkamm der Sarntaler Alpen durchquert.

## Karten und Literatur
- Hanspaul Menara: Südtiroler Gipfelwanderungen. Athesia, Bozen 2001, ISBN 88-8266-013-3
- Wanderkarte 1:50.000, Blatt WKS 4, Sterzing – Brixen. Freytag & Berndt-Verlag Wien, ISBN 3-85084-794-2
- Tabacco-Karte Blatt 40 Sarntaler Alpen, ISBN 978-8883150548